# 西嶋ゆかり
西嶋 ゆかり（にしじま ゆかり、1985年1月3日 - ）は日本プロ麻雀連盟所属の女流麻雀プロ。第15期プロクイーン。群馬県安中市出身。

## 概要
プロクイーン決定戦においては第14期準優勝、第15期優勝、第16期準優勝と3年連続で、解説者や視聴者も驚愕の理では説明できない「ビタ止め」や奇跡的なあがりを見せたことから、「奇跡のビタ止めクイーン」「絶対感覚麻雀」等の愛称で知られる。
2013年に両側性の突発性難聴を発症し、右耳の聴力はほとんどなく、左耳は補聴器を要する。
看護師国家資格を所持し、飲食店を経営しつつ自身の音楽活動も行なっている。